# Budingen
Pour les articles homonymes, voir Büdingen et Büdingen (Sarre).
Budingen est une section de la ville belge de Léau située en Région flamande dans la province du Brabant flamand. C'était une commune à part entière avant la fusion des communes de 1977.

## Évolution démographique
- Sources : INS, Rem. : 1831 jusqu'en 1970 = recensements, 1976 = nombre d'habitants au 31 décembre.

## Géographie
Le confluent de la Grande Gette et Petite Gette se situe sur le territoire de Budingen.